# Kreis Schroda

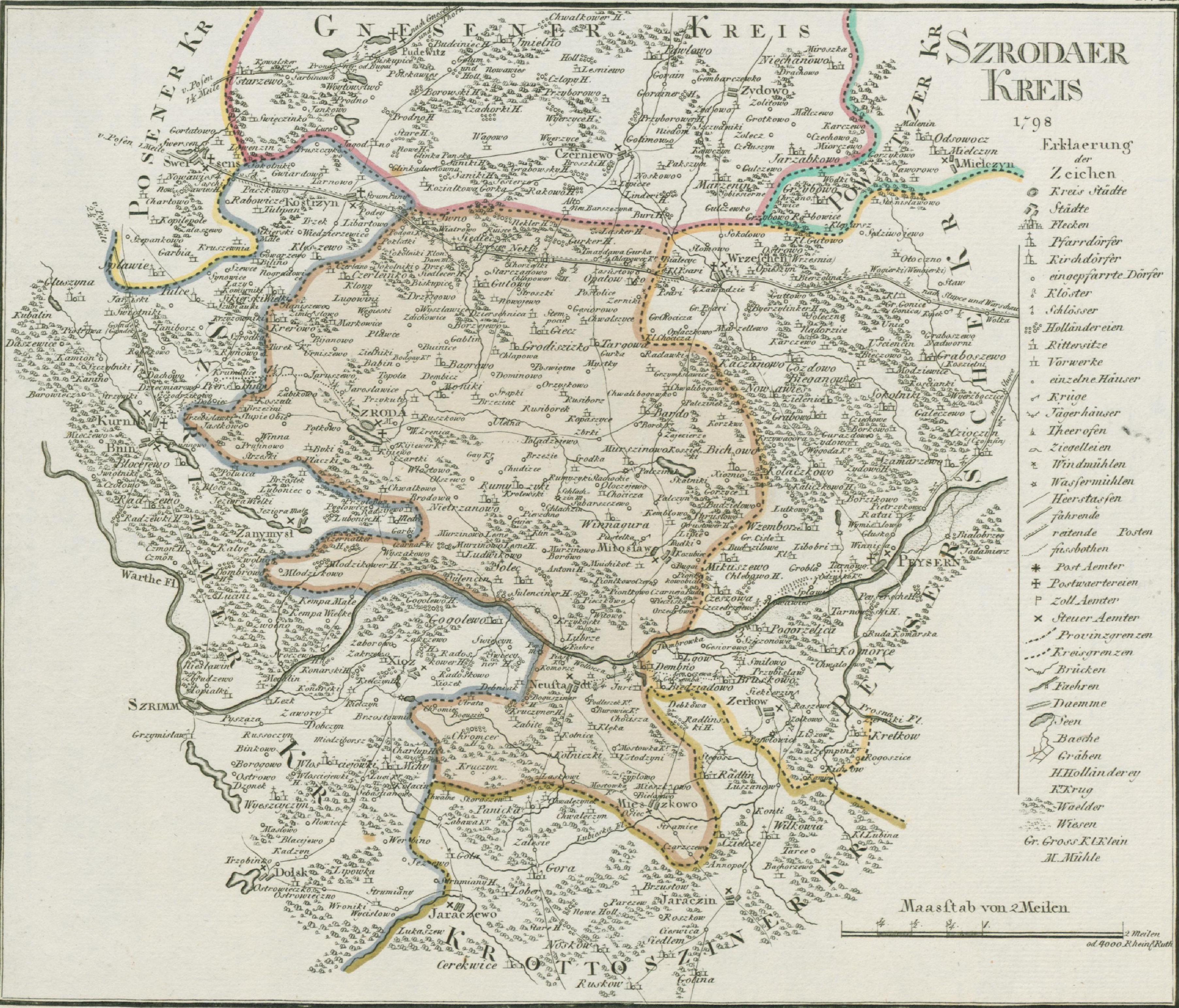
Der Kreis Schroda in Südpreußen

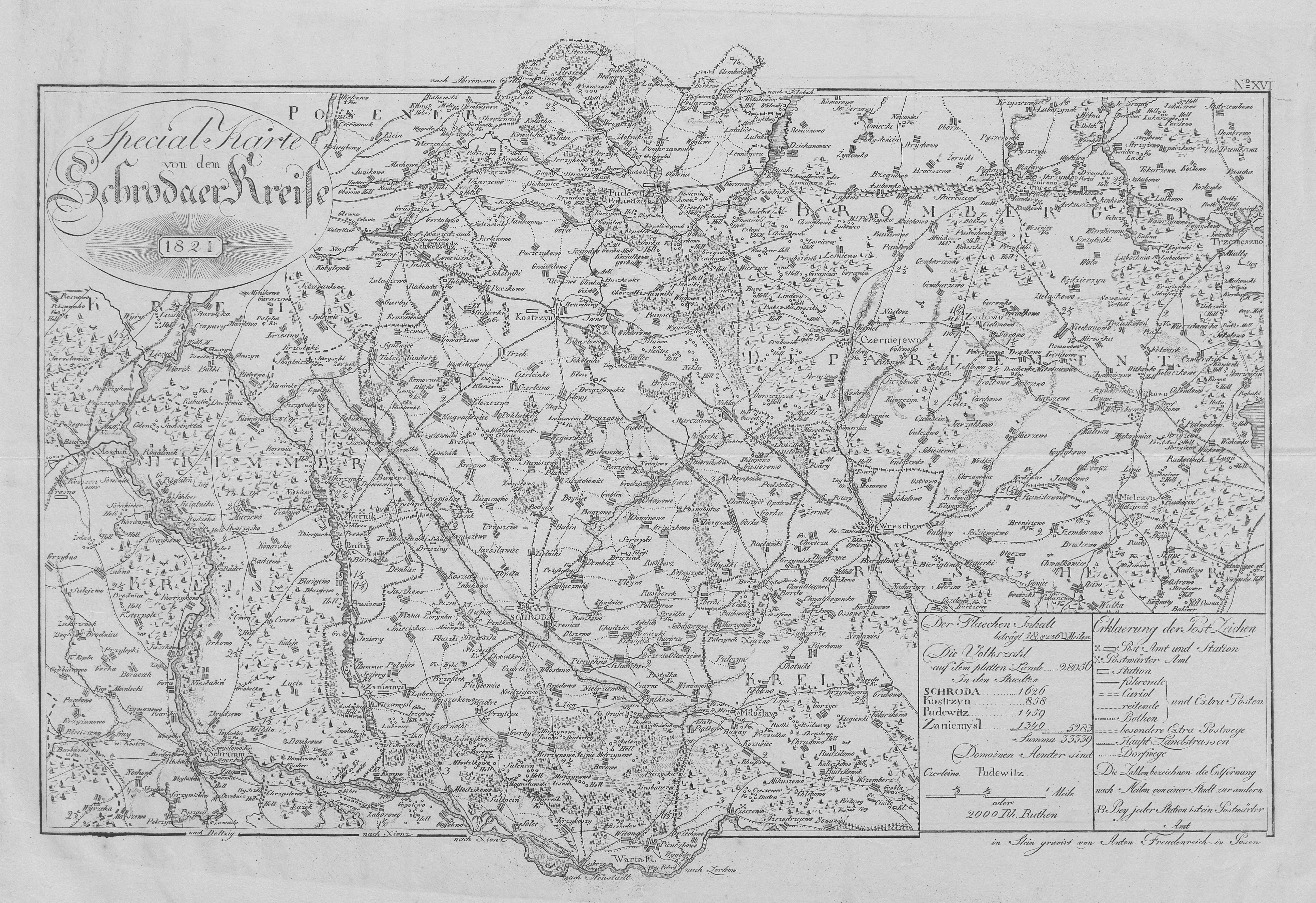
Der Kreis Schroda in den Grenzen von 1818 bis 1900

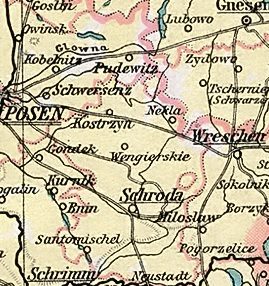
Der Kreis Schroda in den Grenzen von 1900 bis 1919

Der Kreis Schroda bestand von 1793 bis 1807 in der preußischen Provinz Südpreußen und von 1815 bis 1919 im Osten der preußischen Provinz Posen. Das ehemalige Kreisgebiet gehört heute im Wesentlichen zum Powiat Średzki in der polnischen Woiwodschaft Großpolen.
Der Landkreis Schroda war außerdem während des Zweiten Weltkrieges eine deutsche Verwaltungseinheit im besetzten Polen (1939–1945).

## Ausdehnung
Der Kreis Schroda hatte zuletzt eine Fläche von 796 km².

## Geschichte
Das Gebiet um die großpolnische Stadt Środa gehörte nach der Zweiten Teilung Polens von 1793 bis 1807 zum Kreis Schroda in der preußischen Provinz Südpreußen.
Durch den Frieden von Tilsit kam das Gebiet 1807 zum Herzogtum Warschau. Nach dem Wiener Kongress fiel es am 15. Mai 1815 erneut an das Königreich Preußen und wurde Teil des Regierungsbezirks Posen der Provinz Posen.
Bei den preußischen Verwaltungsreformen wurde zum 1. Januar 1818 im Regierungsbezirk Posen eine Kreisreform durchgeführt, bei der der Kreis Schroda neu abgegrenzt wurde. Neu zum Kreis kamen vom Kreis Gnesen das Gebiet um die Stadt Pudewitz und vom Kreis Schrimm das Gebiet um die Städte Kostschin und Santomischel. Im Gegenzug gab der Kreis das Gebiet um die Stadt Miloslaw an den Kreis Wreschen sowie das Gebiet um die Stadt Neustadt an der Warthe an den Kreis Pleschen ab. Kreisstadt und Sitz des Landratsamtes war die Stadt Schroda.
Als Teil der Provinz Posen wurde der Kreis am 18. Januar 1871 Teil des neu gegründeten Deutschen Reichs, wogegen die polnischen Abgeordneten im neuen Reichstag am 1. April 1871 protestierten.
Am 1. April 1900 wechselten die Stadt Pudewitz, ihr Polizeidistrikt, die Landgemeinden Paczkowo, Sarbinowo und Sokolniki Gwiazdowskie sowie die Gutsbezirke Gwiazdowo und Puszczykowo aus dem Kreis Schroda in den westlichen Nachbarkreis Posen-Ost.
Am 27. Dezember 1918 begann in der Provinz Posen der Großpolnische Aufstand der polnischen Bevölkerungsmehrheit gegen die deutsche Herrschaft, und im Januar 1919 war das Kreisgebiet unter polnischer Kontrolle. Am 16. Februar 1919 beendete ein Waffenstillstand die polnisch-deutschen Kämpfe, und am 28. Juni 1919 trat die deutsche Regierung mit der Unterzeichnung des Versailler Vertrags den Kreis Schroda auch offiziell an die neu gegründete Republik Polen ab.

## Einwohnerentwicklung
| Jahr | Einwohner | Quelle |
| ---- | --------- | ------ |
| 1818 | 39.013    | [ 4 ]  |
| 1846 | 45.915    | [ 5 ]  |
| 1871 | 50.079    | [ 6 ]  |
| 1890 | 52.078    |        |
|      |           |        |
| 1900 | 44.394    | [ 1 ]  |
| 1910 | 49,176    | [ 1 ]  |

Von den Einwohnern des Kreises waren 1890 etwa 83 % Polen, 16 % Deutsche und 1 % Juden. Die Mehrzahl der deutschen Einwohner verließ nach 1919 das Gebiet.

## Politik

### Landräte
- 1795–180600Christian von Horn-Rogowski[7]
- 1818–183200von Stoss
- 1834–184400von Wimmer
- 1844–184800Hermann von Schmidt (1811–1873)
- 1852–186900Hermann Gläser
- 1869–187600Carl Albert Hagen (1839–1910)
- 1876–187700Wilhelm Rabe
- 1877–187800Dähner
- 1878–188000Waldemar Müller
- 1881–189200Friedrich Tschuschke (1845–1894)
- 1896–191000Karl von Rose (1863–1945)
- 1910–191800Rudolf von Spankeren (1875–1930)

### Wahlen
Der Kreis Schroda bildete zusammen mit dem Kreis Schrimm den Reichstagswahlkreis Posen 7. Der Wahlkreis wurde bei allen Reichstagswahlen zwischen 1871 und 1912 von den Kandidaten der Polnischen Fraktion gewonnen:
- 187100Napoleon Xaver von Mankowski
- 187400Eustachius von Rogalinski
- 187700Roman von Komierowski
- 187800Roman von Komierowski
- 188100Roman von Komierowski
- 188400Ludwig Edler von Graeve
- 188700Ludwig Edler von Graeve
- 189000Ludwig Edler von Graeve
- 189300Karl Kubicki
- 189800Josef von Glebocki
- 190300Josef von Glebocki
- 190700Alfred von Chlapowo Chlapowski (77,6 % der Wählerstimmen im Wahlkreis Schrimm-Schroda)[8]
- 191200Felicyan von Niegolewski (78 % der Wählerstimmen im Wahlkreis Schrimm-Schroda)[8]

## Kommunale Gliederung
Zum Kreis Schroda gehörten die Städte Schroda, Kostschin, Santomischel und bis 1900 Pudewitz. Die (Stand 1908) 104 Landgemeinden und 88 Gutsbezirke waren anfangs in (kleineren) Woytbezirken (polnisch „wójt“ = deutsch „Vogt“) und später in größeren Polizeidistrikten zusammengefasst.

## Gemeinden
Am Anfang des 20. Jahrhunderts gehörten die folgenden Gemeinden zum Kreis:
| - Annakolonie - Bagrowo Kolonie - Borowo Hauland - Bozydar - Briesen - Brodowo - Brzezie - Buchwald - Bylino - Chudzice Kolonie - Czarnepiontkowo - Czarnotek - Czarnotek Hauland - Czerleinko - Dembicz - Deutscheck - Dzierznica - Gablin - Garby - Geistlich Glinka - Giecz - Gonsiorowo - Gowarzewo - Groß Jeziory - Grujec - Grünthal - Gultowy - Henrykowo - Herrschaftlich Glinka | - Izdebno - Jagodno - Janowo - Januszewo - Josefowo - Karolewo - Kazmierki - Kijewo - Kirchlich Murzynowo - Kirchlich Rumiejki - Klein Jeziory - Klein Kempa - Klein Siekierki - Kokoszki - Königlich Biskupice - Koschuty Kolonie - Kostschin, Stadt - Krerowo - Krzykosy - Krzyzownik - Lobendorf - Luboniec, Dorf - Malagurka - Marcelino - Marianowo - Markowice - Mieczyslawowo - Mionskowo - Mlodzikowo | - Mlodzikowo Hauland - Mondre - Murwald - Murzynowo lesne Buden - Nekla - Nekla Hauland - Niezamischel - Olszewo - Opatowko - Orzeszkowo - Pentkowo - Pienczkowo - Pierzschno - Piglowice - Placzki - Plawce - Polwica - Pontkau - Poswiontno - Romanowo - Rusiborz - Sanniki Hauland - Santomischel, Stadt - Scheringen - Schroda, Stadt - Schrodka - Siedlec, Dorf - Siedlec, Hauland - Slachcin | - Snieciska - Sokolniki klonowskie - Solec - Starczanowo - Stempocin - Strumiany - Sulencin - Sulencin Hauland - Szewce - Tadeuszewo - Taniborz - Targowagurka - Targowagurka Hauland - Trzebislawki - Tulce - Urniszewo Kolonie - Wengierskie - Wilhelmshorst - Winna - Winnagura - Witowo - Wlostowo - Wydzierzewica - Wyszakowo Hufen - Zasutowo - Zielnik-Kolonie - Zimino - Zmyslowo |

Bis auf wenige Ausnahmen galten nach 1815 die polnischen Ortsnamen weiter, zu Beginn des 20. Jahrhunderts wurden mehrere Ortsnamen eingedeutscht.

## Persönlichkeiten
- Franz Mertens, Mathematiker, am 20. März 1840 in Schroda geboren.
- Arthur Greiser, Reichsstatthalter und Gauleiter, am 22. Januar 1897 in Schroda geboren.

## Der Landkreis Schroda im besetzten Polen (1939–1945)

### Geschichte

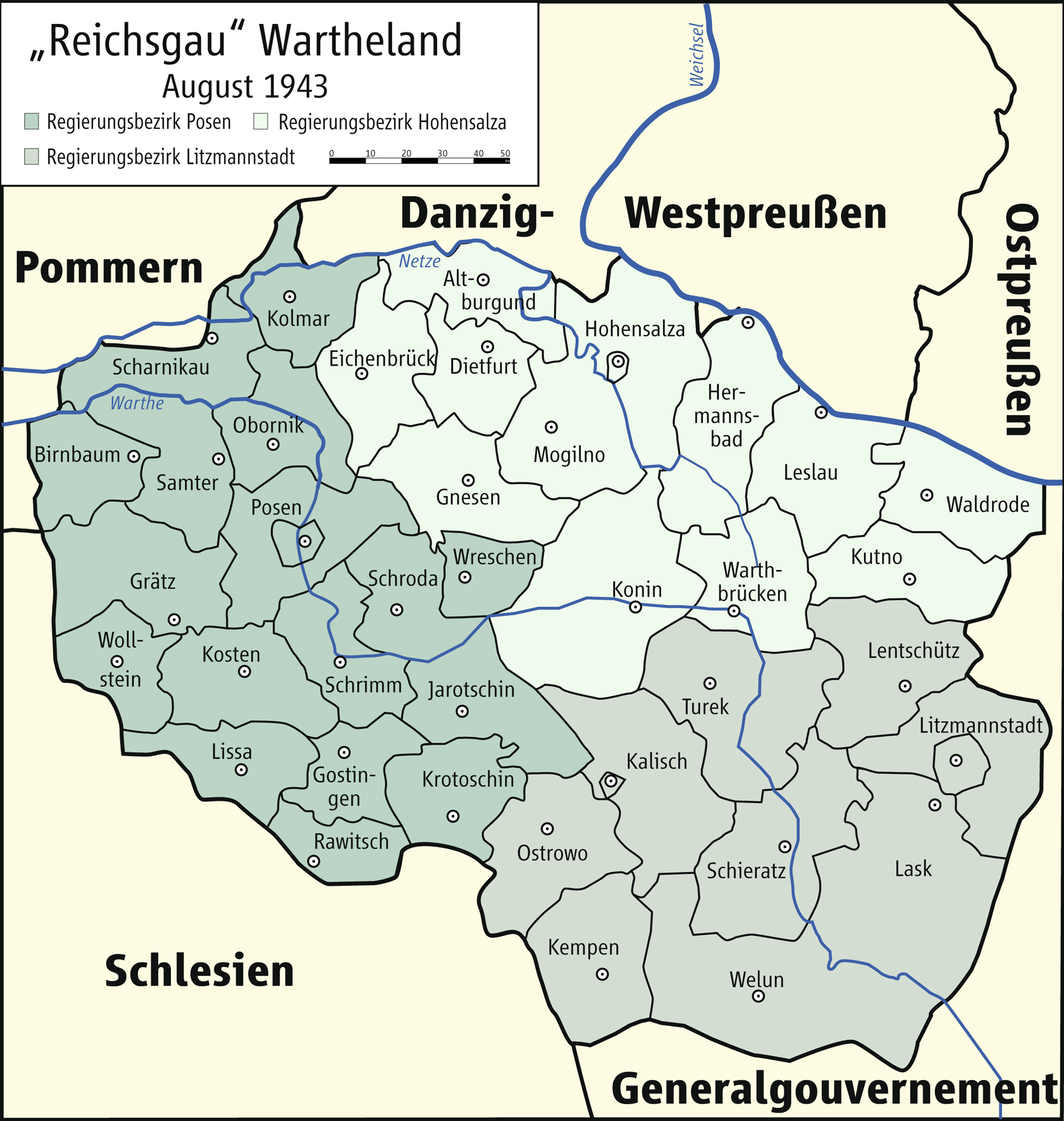
Regierungsbezirke und Kreise im Reichsgau Wartheland

Im Zweiten Weltkrieg bildeten die deutschen Besatzungsbehörden den Landkreis Schroda. Die am 26. Oktober 1939 vollzogene Annexion des Gebietes durch das Deutsche Reich war als einseitiger Akt der Gewalt völkerrechtlich aber unwirksam. Die jüdischen Einwohner wurden im Zweiten Weltkrieg von den deutschen Besatzungsbehörden ermordet. Mit dem Einmarsch der Roten Armee im Januar 1945 endete die deutsche Besetzung.

### Landkommissar / Landrat
1939–1945: Ludwig Zerbst (* 1906)

### Ortsnamen
Während der deutschen Besetzung im Zweiten Weltkrieg erhielt nur Schroda 1942 die Stadtrechte laut Deutscher Gemeindeordnung von 1935, die übrigen Gemeinden wurden in Amtsbezirken zusammengefasst.
Größere Gemeinden im Landkreis Schroda:
| polnischer Name    | deutscher Name (1815–1919)                    | deutscher Name (1939–1945)               |
| ------------------ | --------------------------------------------- | ---------------------------------------- |
| Gułtowy            | Gultowy                                       | 1939–1943 Kugeln 1943–1945 Gulten        |
| Kostrzyn           | Kostrzyn 1875–1919 Kostschin                  | Kostschin                                |
| Krzykosy           | Krzykosy                                      | Lautenwald                               |
| Lubonieczek        | Luboniec Hauland 1908–1919 Lobendorf          | Lobendorf                                |
| Markowice          | Markowice 1908–1919 Markenfelde               | Markenfelde                              |
| Murzynowo Leśne    | Murzynowo Lesne Hauland 1900–1919 Heinrichsau | Heinrichsau                              |
| Nekielka           | Nekla Hauland                                 | Nekla Hauland                            |
| Nekla              | Nekla                                         | Nekla                                    |
| Pięczkowo          | Pienczkowo 1900–1919 Pientschkowo             | Rankendorf                               |
| Solec              | Solec                                         | Salzbach                                 |
| Środa Wielkopolska | Schroda                                       | Schroda                                  |
| Sulęcinek          | Sulencin Hauland 1900–1919 Warberg            | Warberg                                  |
| Trzek              | Trzek 1899–1919 Deutscheck                    | Deutscheck                               |
| Witowo             | Witowo                                        | 1939–1943 Sandberge 1943–1945 Wittensand |
| Zaniemyśl          | Santomysl 1875–1919 Santomischel              | Santomischel                             |

### Persönlichkeiten
- Klaus von Klitzing, Physiker und Nobelpreisträger, wurde am 28. Juni 1943 in Schroda geboren